# Велушић
Велушић је насељено мјесто у граду Дрнишу, у сјеверној Далмацији, Шибенско-книнска жупанија, Република Хрватска.

## Географија
Налази се око 8 км сјеверно од Дрниша. Смјештен је у западном подножју планине Промине.

## Историја
Велушић се од распада Југославије до августа 1995. године налазио у Републици Српској Крајини.

## Култура
У Велушићу се налази храм Српске православне цркве Св. Георгије из 1885. године.

## Становништво
До грађанског рата 1990-их, село је било национално мјешовито. На последњем предратном попису број Срба и Хрвата се готово изједначио. Срби живе у засеоцима Рајићи и Бибићи, у највишем дијелу села. Према попису становништва из 2001. године, Велушић је имао 91 становника, углавном Хрвата. Насеље је према попису становништва из 2011. године имало 90 становника.
| Националност       | 2001.       | 1991.        | 1981.        | 1971.        | 1961.        |
| Срби               | 26 (28,57%) | 147 (53,45%) | 225 (61,47%) | 294 (57,42%) | 354 (56,91%) |
| Хрвати             | 60 (65,93%) | 122 (44,36%) | 123 (33,60%) | 215 (41,99%) | 264 (42,44%) |
| Југословени        |             | 1 (0,36%)    | 13 (3,55%)   | 2 (0,39%)    |              |
| остали и непознато | 5 (5,49%)   | 5 (1,81%)    | 5 (1,36%)    | 1 (0,19%)    | 4 (0,64%)    |
| Укупно             | 91          | 275          | 366          | 512          | 622          |

| Демографија | Демографија | Демографија |
| Година      | Становника  | Становника  |
| ----------- | ----------- | ----------- |
| 1857.       | 368         |             |
| 1869.       | 376         |             |
| 1880.       | 375         |             |
| 1890.       | 383         |             |
| 1900.       | 443         |             |
| 1910.       | 517         |             |
| 1921.       | 410         |             |
| 1931.       | 541         |             |
| 1948.       | 620         |             |
| 1953.       | 645         |             |
| 1961.       | 622         |             |
| 1971.       | 512         |             |
| 1981.       | 366         |             |
| 1991.       | 275         |             |
| 2001.       | 91          |             |
| 2011.       |             | 90          |

## Попис 1991.
На попису становништва 1991. године, насељено место Велушић је имало 275 становника, следећег националног састава:
| Попис 1991.‍  | Попис 1991.‍  | Попис 1991.‍ | Попис 1991.‍ | Попис 1991.‍ |
| ------------ | ------------ | ----------- | ----------- | ----------- |
|              |              |             |             |             |
| Срби         | Срби         |             | 147         | 53,45%      |
| Хрвати       | Хрвати       |             | 122         | 44,36%      |
| Југословени  | Југословени  |             | 1           | 0,36%       |
| остали       | остали       |             | 3           | 1,09%       |
| неопредељени | неопредељени |             | 2           | 0,72%       |
| укупно: 275  |              |             |             |             |

## Презимена
- Аралица — Римокатолици
- Бибић — Православци, славе Св. Јована
- Буха — Римокатолици
- Ђидара — Римокатолици
- Лучић — Православци, славе Св. Николу
- Рајић — Православци, славе Св. Георгија
- Тарле — Римокатолици[4]